# Paul Masvidal
Paul Albert Masvidal (ur. 20 stycznia 1971 na Portoryko) – amerykański muzyk latynoskiego pochodzenia, instrumentalista i kompozytor. Gitarzysta, wokalista i twórca grupy muzycznej Cynic. Znany z występów w grupach Death, Master, Æon Spoke czy Gordian Knot. Swoją pierwszą gitarę otrzymał w wieku 10 lat.
W wywiadzie udzielonym w 2014 roku dla czasopisma Los Angeles Times muzyk dokonał coming outu oznajmiając, że jest gejem. Był w związku z perkusistą Seanem Reinertem (1971–2020).

## Dyskografia
- Death – Human (1991)
- Master - On the Seventh Day God Created... Master (1991)
- Cynic – Focus (1993)
- Gordian Knot – Emergent (2003)
- Æon Spoke – Above the Buried Cry (2004)
- Æon Spoke - Æon Spoke (2007)
- Cynic - Traced in Air (2008)
- Exivious - Exivious (2009, gościnnie)
- Cynic - Re-Traced (EP, 2010)[5]
- Devin Townsend Project - Deconstruction (2011, gościnnie)[6]
- Cynic - Carbon-Based Anatomy (EP, 2011)